# Blanský les
Blanský les este o arie protejată (arie specială de conservare — SAC, sit de importanță comunitară — SCI) din Republica Cehă întinsă pe o suprafață de 22.211,94 ha, integral pe uscat.

## Localizare
Centrul sitului Blanský les este situat la coordonatele 48°54′32″N 14°17′29″E / 48.908889°N 14.291389°E.

## Înființare
Situl Blanský les a fost declarat sit de importanță comunitară în aprilie 2005 pentru a proteja 1 specie de plante și 8 specii de animale. Situl a fost protejat și ca arie specială de conservare în martie 2017.

## Biodiversitate
Situată în ecoregiunea continentală, aria protejată conține 12 habitate naturale: Pajiști panonice carstice (Stipo-Festucetalia pallentis), Pante stâncoase silicioase cu vegetație casmofită, Păduri de pin din stepa sarmatică, Pajiști uscate seminaturale și facies de acoperire cu tufișuri pe substraturi calcaroase (Festuco-Brometalia) (* situri importante pentru orhidee), Pajiști cu Molinia pe soluri calcaroase, turboase sau argilos-nămoloase (Molinion caeruleae), Păduri de stejar și carpen Galio-Carpinetum, Cursuri de apă de la nivel de câmpie la nivel montan, cu vegetație Ranunculion fluitantis și Callitricho-Batrachion, Fânețe de joasă altitudine (Alopecurus pratensis, Sanguisorba officinalis), Păduri de fag Asperulo-Fagetum, Păduri de fag Luzulo-Fagetum, Pajiști uscate seminaturale și facies de acoperire cu tufișuri pe substraturi calcaroase (Festuco-Brometalia) (* situri importante pentru orhidee), Păduri pe pante, grohotișuri și ravene de Tilio-Acerion.
La baza desemnării sitului se află mai multe specii protejate:
- plante (1): Gentianella bohemica
- mamifere (2): râs eurasiatic (Lynx lynx), liliac comun (Myotis myotis)
- nevertebrate (4): Euplagia quadripunctaria, Phengaris nausithous, Phengaris teleius, Vertigo angustior
- pești (2): zglăvoacă (Cottus gobio), cicar (Lampetra planeri)